# Gul kardinal
Gul kardinal (Pheucticus chrysopeplus) är en centralamerikansk fågel i familjen kardinaler inom ordningen tättingar. Den förekommer i norra Centralamerika från nordvästra Mexiko söderut till centrala Guatemala. Arten minskar i antal, men beståndet anses ändå vara livskraftigt.

## Utseende och läte
Gul kardinal är en mycket stor (21,5-24 cm) medlem av släktet Pheucticus med stort huvud och en massiv mörkgrå näbb. Fjäderdräkten är gul till orangegul med vitmönstrade svarta vingar och stjärt. Sydliga fåglar (auratiacus) är mer orangefärgad på huvud och undersida.
Sången liknar svarthuvad kardinal men är mörkare, långsammare och enklare. Kontaktlätet är ett vasst metalliskt "pik" och i flykten hörs ett mjukt "hoee".

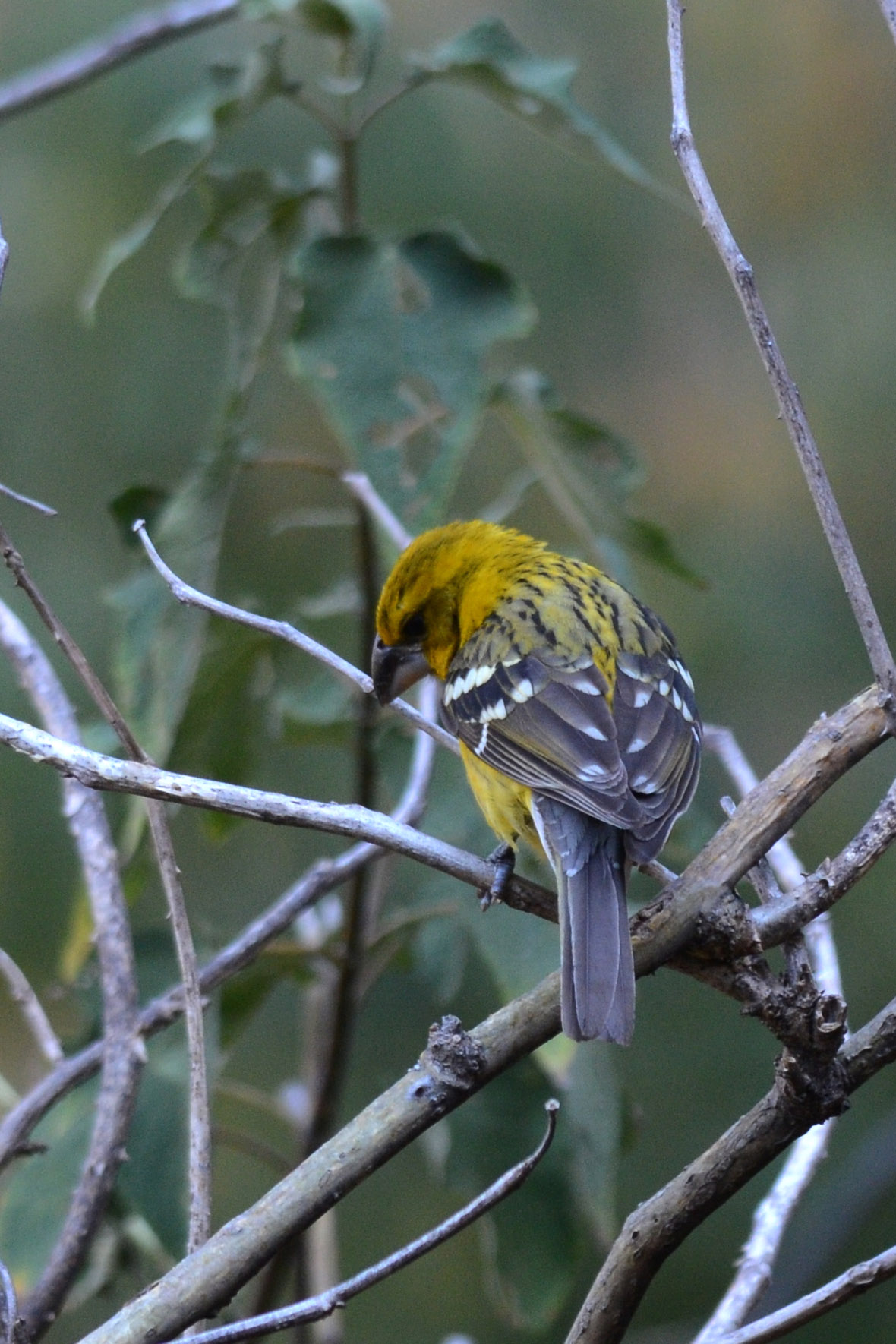
Hona.

## Utbredning och systematik
Gul kardinal förekommer i norra Centralamerika och delas in i tre underarter med följande utbredning:
- chrysopeplus/dilutus-gruppen
  - Pheucticus chrysopeplus dilutus – nordvästra Mexiko (södra Sonora, sydvästra Chihuahua och norra Sinaloa)
  - Pheucticus chrysopeplus chrysopeplus – västra höglandet i Mexiko (Sinaloa till Guerrero och sydvästra Puebla)
- Pheucticus chrysopeplus aurantiacus – södra Mexiko (Chiapas) till centrala Guatemala

Genetiska studier visar att taxonet aurantiacus står närmare guldkardinalen (Pheucticus chrysogaster). Arten är en mycket sällsynt gäst i amerikanska delstaten Arizona.

## Levnadssätt
Gul kardinal hittas i buskrika skogsmarker och andra halvöppna områden som utmed vattendrag kantade av vegeation och i törnskog. Underarten aurantiacus ses även i gläntor inne i fuktig städsegrön skog. I Mexiko påträffas den från havsnivån upp till 2500 meters höjd, i Guatemala från 300 meter. Den ses enstaka eller i par, ofta i fruktbärande träd där den kalasar på frukt från framför allt Ficus pertusa och Trichostigma octandrum. Den har även noterats ta nektar från Erythrina oliviae.

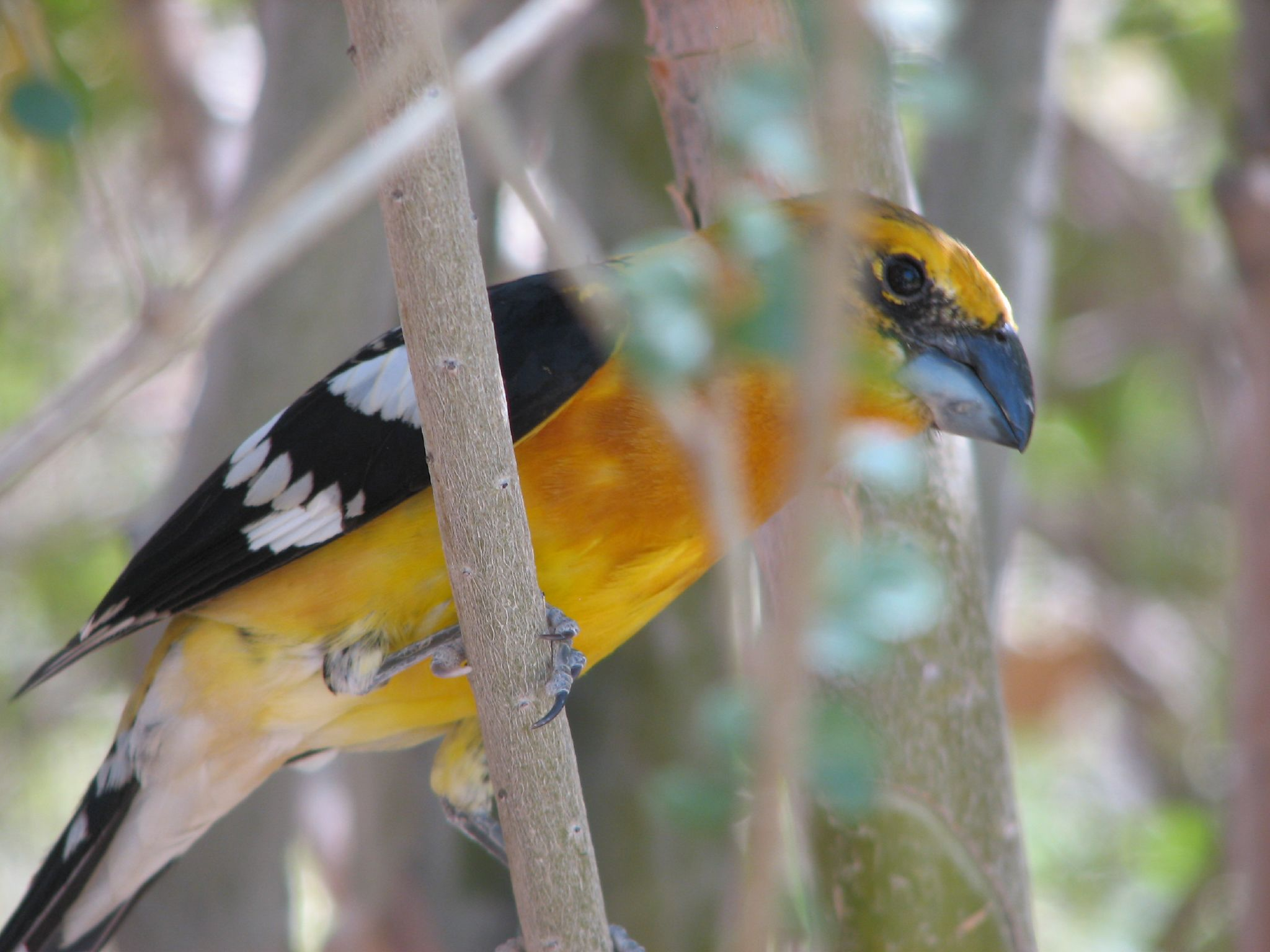

### Häckning
Arten börjar häcka i början av juni och familjekonstellationer ses fortfarande tillsammans i mitten av september. Det skålformade boet av rötter, gräs, löv och torra växtfibrer placeras lågt till medelhögt i en tät buske. Däri lägger den två till fem blågröna ägg med gråbruna fläckar vid den rundare änden.

## Status och hot
Arten har ett stort utbredningsområde och en stor population, men tros minska i antal, dock inte tillräckligt kraftigt för att den ska betraktas som hotad. Internationella naturvårdsunionen IUCN kategoriserar därför arten som livskraftig (LC). Beståndet uppskattas till i storleksordningen 50 000 till en halv miljon vuxna individer.